# Dido abandonada (Albinoni)
Dido abandonada (título original en italiano, Didone abbandonata) es una ópera en tres actos del compositor italiano Tommaso Albinoni (Venecia, 1671 – Venecia, 1751) con libreto de Pietro Metastasio, cuyo estreno tuvo lugar en el Teatro San Cassiano de Venecia, el 26 de diciembre de 1724. 

## Comienzos en la creación operística y Antecedentes de Didone Abandonata
En el año 1722 viaja a Múnich por invitación de Maximiliano Emanuel II para que supervisase los ensayos de las óperas I veri amici e Il triunfo dell amore, ambas óperas realizadas para la boda del príncipe Karl Albert con la princesa María Amalia.
Su primera ópera fue Zenobia, regina de Palmireni (1694), cuyo estreno fue en el Teatro San Giovanni e San Paolo de Venecia; fue a partir del año 1702 cuando ya sus obras se comenzaron a representar en las distintas ciudades de Italia, como por ejemplo Rodrigo in Algeri (representada en Nápoles) o Griselda y Aminta (representada en Florencia).
Varias de sus producciones musicales estuvieron dedicadas con la nobleza, como por ejemplo al cardenal Pietro Oltoboni le dedicó su Opus 1, a Fernando III le dedicó su Opus 3 entre muchos otros personajes de gran relevancia de la época.
El libreto de Didone abandonata fue escrito por Metastasio para que fuera utilizado por el compositor italiano Domenico Natale Sarro para componer una ópera homónima en tres actos, cuyo estreno tuvo lugar en el Teatro San Bartolomé de Nápoles, el 1 de febrero de 1724. Posteriormente a Sarro fueron más de 70 los compositores que crearon óperas sobre el mismo libreto, entre ellos Händel, Hasse, Paisiello o Päer, siendo el último Carl Gottlieb Reissiger cuya Dido se estrenó en Dresde justo 100 años después, en 1824.

## Libreto
Las fuentes a las que acudió Metastasio para escribir el libreto fueron La Eneida  y  Los Fastos  de los poetas romanos Virgilio y Ovidio respectivamente.

El libreto es el segundo de la producción de Metastasio, estando comprendido entre Siface, re di Numidia  (1723) y  Siroe, re di Persia (1726).

## Personajes

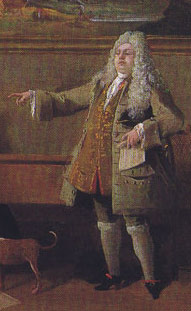
El castrato Nicolò Grimaldi (c. 1710)

| Personaje                                  | Tesitura                     | Reparto el 26 de diciembre de 1724 Director: Tommaso Albinoni |
| ------------------------------------------ | ---------------------------- | ------------------------------------------------------------- |
| Dido, reina de Cartago.                    | soprano                      | Marianna Benti Bulgarelli (La Romanina)                       |
| Eneas, héroe troyano.                      | alto castrato                | Nicolo Grimaldi (Nicolino)                                    |
| Jarbas, rey moro bajo el nombre de Arbace. | soprano (papel con calzones) | Lucia Lancetti                                                |
| Selene, hermana de Dido.                   | soprano                      | Teresa Peruzzi                                                |
| Osmida, confidente de Dido.                | bajo                         | Pietro Baratti / Gioacchino Corrado                           |
| Araspe, confidente de Jarbas.              | sopranista                   | Domenico Gizzi                                                |

## Argumento

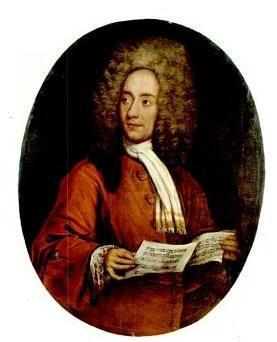
Tommaso Albinoni

La acción se desarrolla en Cartago. 

Dido, viuda de Siqueo, tras serle asesinado el marido por su hermano Pigmalión, rey de Tiro, huyó con inmensas riquezas a África donde, comprando suficiente territorio, fundó Cartago. 

Fue allí solicitada como esposa por muchos, particularmente por Jarbas, rey de los moros, rehusando siempre, pues decía querer guardar fidelidad a las cenizas del extinto cónyuge. 

Mientras tanto, el troyano Eneas, habiendo sido destruida su patria por los griegos, cuando se dirigía a Italia fue arrastrado por una tempestad hasta las orillas de África, siendo allí recogido y cuidado por Dido, la cual se enamoró de él ardientemente; pero mientras éste se complacía y se demoraba en Cartago por el cariño de la misma, los dioses le ordenaron que abandonara aquel cielo y que continuara su camino hacia Italia donde le prometieron que habría de resurgir una nueva Troya. Él partió, y Dido, desesperadamente, después de haber intentado en vano retenerlo, se suicidó. 

Todo esto lo cuenta Virgilio, uniendo el tiempo de la fundación de Cartago a los errores de Eneas, en un bello anacronismo. 

Ovidio, en el tercer libro de sus Fastos, recoge que Jarbas se apoderó de Cartago tras la muerte de Dido, y que Ana, hermana de la misma, a la que llamaremos Selene, estaba ocultamente enamorada de Eneas. 

Por comodidad de la representación se finge que Jarbas, atraído por ver a Dido, se introduce en Cartago como embajador de sí mismo, bajo el nombre de Arbace. 

## Partes de la ópera
Acto Primero
1.1 scena 1 - Luogo magnifico 
Luogo magnifico destinato per le pubbliche udienze con trono da un lato; veduta in prospetto della città di Cartagine che sta in atto edificandosi.
1.2 scena 9 - Cortile 
Cortile.
1.3 scena 15 - Tempio di Nettuno 
Tempio di Nettuno con simulacro del medesimo.
Acto segundo
2.1 scena 1 - Appartamenti reali 
Appartamenti reali con tavolino.
2.2 scena 11 - Atrio 
Atrio.
2.3 scena 15 - Gabinetto 
Gabinetto con sedie.
Acto tercero
3.1 scena 1 - Porto di mare 
Porto di mare con navi per l'imbarco d'Enea.
3.2 scena 5 - Arborata 
Arborata che conduce al porto.
3.3 scena 10 - Regia 
Regia con veduta della città di Cartagine in prospetto che poi s'incendia.

## Influencia
Metastasio tuvo gran influencia sobre los compositores de ópera desde principios del siglo XVIII a comienzos del siglo XIX. Los teatros de más renombre representaron en este período obras del ilustre italiano, y los compositores musicalizaron los libretos que el público esperaba ansioso. Didone abbandonata fue utilizada por más de 70 compositores para componer otras tantas óperas de las que ninguna de ellas ha sobrevivido al paso del tiempo.